# Port Rexton
Port Rexton es un pueblo canadiense situado en la provincia de Terranova y Labrador.

## Superficie
Port Rexton tiene una superficie de 11,64 km².

## Demografía
En 2021, tenía 361 habitantes, una densidad poblacional de 31 hab./km², y 244 viviendas.